# Stráne pod Tatrami
Stráne pod Tatrami este o comună slovacă, aflată în districtul Kežmarok din regiunea Prešov. Localitatea se află la altitudinea de 693 m deasupra n.m., se întinde pe o suprafață de 4,22 km2 și în 2017 număra 2.503 locuitori.

## Istoric
Localitatea Stráne pod Tatrami este atestată documentar din 1438.

## Demografie
| An:                | 1994 | 2004    | 2014    | 2024   |
| ------------------ | ---- | ------- | ------- | ------ |
| Număr de persoane: | 906  | 1291    | 2329    | 2528   |
| Diferență:         |      | +42,49% | +80,40% | +8,54% |

| An:                | 2023 | 2024   |
| ------------------ | ---- | ------ |
| Număr de persoane: | 2464 | 2528   |
| Diferență:         |      | +2,59% |